# Cellar door
Cellar door ([ˈselə dɔː], дословно — «дверь в погреб») — сочетание слов английского языка, которое многие носители английского языка, включая Дж. Р. Р. Толкина, считают самым красивым в английском языке.

## Упоминания
Самый ранний из известных текстов, где cellar door упоминается как «самое красивое звукосочетание» — новелла «Gee-Boy» Сайруса Лорона Хупера (англ. Cyrus Lauron Hooper), где высказывание о фразе приписано некому итальянскому учёному. В номере журнала Harper's Magazine за март 1905 года Уильям Хоуэллс пишет: «Что может быть более музыкальным, чем слово „cellar-door“?».
Cellar door было одним из любимых словосочетаний Эдгара По, он также упоминал его необычайную красоту.
В 1932 году Уилфред Фанк опубликовал список из десяти самых красивых слов/словосочетаний английского языка, но cellar door туда не вошло. Впоследствии писателей попросили присылать дополнения к списку, и трое (Альберт Пейсон Терхьюн, Дороти Паркер и Хендрик ван Лоон) прислали Фанку «cellar door».
Американский писатель Генри Менкен в 1920 году, профессор Дэвид Аллен Робертсон (англ. David Allen Robertson) и критик Джордж Нейтан, в 1935 году упоминали ритмические и музыкальные особенности рассматриваемой фразы. Ричард Ледерер утверждает, что Менкен писал о неком китайском студенте, мало знающем английский, который особенно любил фразу «подвальная дверь» — не за её смысл, а за её произношение. Жак Барзюн писал о подобном отношении у своего друга-японца.
Эта фраза также была употреблена в фильме 2001 года «Донни Дарко», в котором учитель литературы Карен Померо (её сыграла Дрю Бэрримор) говорит: «известный лингвист как-то сказал, что среди всех комбинаций слов в английском языке, среди всех слов „подвальная дверь“ — самое красивое сочетание». В комментариях к режиссёрской версии DVD режиссёр Ричард Келли нечётко и к тому же ошибочно приписал данное высказывание Эдгару По.

## Толкин
В своём эссе 1955 года «English and Welsh», комментируя свою любовь к валлийскому языку, Толкин написал:

Большая часть англоговорящих людей… согласится с тем, что сочетание «подвальная дверь» (cellar door) красиво, особенно в сравнении с его смыслом (и его написанием). Более красивое, чем, к примеру, слово «небо» (sky), и гораздо более красивое, чем само слово «красивый» (beautiful). Однако в валлийском языке лично для меня много таких сочетаний, как «подвальная дверь», и размах таких словосочетаний, анализ ассоциативных форм и смысла которых приносит удовольствие, велик.
Оригинальный текст (англ.)Most English-speaking people ... will admit that cellar door is "beautiful", especially if dissociated from its sense (and from its spelling). More beautiful than, say, sky, and far more beautiful than beautiful. Well then, in Welsh for me cellar doors are extraordinarily frequent, and moving to the higher dimension, the words in which there is pleasure in the contemplation of the association of form and sense are abundant.— English and Welsh
Это высказывание Толкина часто (ошибочно) считается первым о cellar door. Авторство фраз о необычной красоте данного словосочетания приписывалось «некоему лингвисту» и Роберту Фросту. 
Толкин также однажды коснулся этой фразы, описывая свой процесс написания книг:

Предположим, вы говорите мне совершенно обычные слова — скажем, «cellar door». При этом звуке у меня в уме всплывает имя «Селадор», далее — персонаж, который мог бы его носить, и начинает раскручиваться целая цепочка.

## Причины
Джефри Нанберг объяснял любовь к cellar door романтизированным образом языков с отсутствием стечений согласных, множеством плавных, носовых согласных звуков и кардинальных гласных (то есть полинезийских, средиземноморских и кельтских).